# Mary Dimmick Harrison
Mary Dimmick Harrison (30 de abril de 1858 – 5 de enero de 1948) fue la segunda esposa del 23.º presidente de Estados Unidos Benjamin Harrison. Era casi 25 años más joven que Harrison, y sobrina de su primera mujer.

## Biografía
Nacida en Honesdale, Pensilvania, como Mary Scott Lord, era hija de Russell Farnham Lord, ingeniero jefe en Delaware and Hudson Canal (más tarde conocido como Delaware and Hudson Railway), y su esposa Elizabeth Mayhew Scott.
El 22 de octubre de 1881, se casó con Walter Erskine Dimmick (4 de julio de 1856 – 14 de enero de 1882), hijo del fiscal general de Pensilvania y hermano del futuro alcalde de Scranton J. Benjamin Dimmick. Falleció tres meses después de su matrimonio, dejándola viuda con 23 años. Sobrina de Caroline Harrison, en 1889 se mudó a la Casa Blanca para servir como ayudante de la primera dama. En algún momento después de la muerte de la señora Harrison en 1892, el expresidente y la señora Dimmick se enamoraron y a finales de 1895 anunciaron su compromiso.
Con 37 años, se casó con el expresidente, de 62, el 6 de abril de 1896, en la iglesia protestante de St. Thomas en Nueva York. Los dos hijos de Harrison de su primer matrimonio, horrorizados por la noticia, no asistieron a la boda. El exvicepresidente de Harrison, Levi P. Morton, y varios exmiembros más de su gabinete estaban entre las tres docenas de invitados; el exsecretario naval Benjamin F. Tracy fue el padrino. Sin una luna de miel, la pareja regresó a Indianapolis.
Juntos, los  Harrison tuvieron una hija:
- Elizabeth (Harrison) Walker (1897–1955), abogada. Nacida en Indianapolis, se graduó en la Escuela de Derecho de la Universidad de Nueva York en 1919. En 1922, se casó con James Blaine Walker, sobrino nieto del secretario de estado de su padre James G. Blaine. Fue fundadora y editora  de "Cues on the News", un boletín informativo sobre inversiones para mujeres. Su hija, Mary Jane Walker, se casó con Newell Garfield, un nieto del Secretario de Interior James Rudolph Garfield, y bisnieto del presidente James Garfield.[2]

Los Harrison viajaron ampliamente: a Venezuela, donde Harrison jugó un papel en la resolución de una disputa fronteriza, y a la Primera Conferencia de Paz en La Haya en 1899. Benjamin Harrison murió el 13 de marzo de 1901. La señora Harrison sobrevivió al antiguo presidente casi medio siglo. Arden Davis Melick revela que "Mary Dimmick Harrison estableció El Benjamin Harrison Memorial House en Indianapolis, Indiana."  El 1 de septiembre de 1914, Mary y su hija de diecisiete años Elizabeth regresaron de Europa al estallido de la guerra a bordo del SS Ryndam.
Murió en Nueva York el 5 de enero de 1948, de su asma.  Esta enterrada en Indianapolis, Indiana en el Crown Hill Cemetery.